# Гончар Василь Антонович
Василь Антонович Гончар (нар. 5 січня 1961, село Кислиця, тепер Ізмаїльського району Одеської області) — український діяч, голова колективного сільськогосподарського підприємства «Дністровець» Білгород-Дністровського району Одеської області. Народний депутат України 2-го скликання.

## Біографія
Народився у селянській родині.
У 1976—1980 роках — учень агрономічного відділення Білгород-Дністровського сільськогосподарського технікуму Одеської області.
У 1980 році — машиніст дощувальних машин колгоспу імені Кірова села Кислиця Ізмаїльського району Одеської області.
У 1980—1985 роках — студент агрономічного факультету Кишиніського сільськогосподарського інституту Молдавської РСР, вчений агроном.
У червні 1985 — лютому 1991 року — головний агроном колгоспу імені ХХІІ з'їзду КПРС Білгород-Дністровського району Одеської області.
З лютого 1991 року — голова колгоспу імені ХХІІ з'їзду КПРС (потім — «Дністровець») Білгород-Дністровського району Одеської області.
Народний депутат України 2-го демократичного скликання з .04.1994 (2-й тур) до .04.1998, Білгород-Дністровський виборчий округ № 304, Одеська область. Член Комітету з питань АПК, земельних ресурсів і соціального розвитку села. Член депутатської фракції СПУ і СелПУ.